# L'angelo del miracolo
L'angelo del miracolo è un film del 1945 diretto da Piero Ballerini (che ne curò anche il montaggio), tratto dal racconto omonimo di Hans Christian Andersen, adattato da Alessandro De Stefani.

## Produzione
La pellicola venne girata negli stabilimenti veneziani del Cinevillaggio, centro di produzione cinematografica dell'Italia repubblichina, sorto in alternativa a Cinecittà, all'epoca abbandonata a causa della guerra in corso.
Girato tra il dicembre del 1944 e il febbraio del 1945 ebbe parecchie difficoltà produttive e distributive, a causa dei drammatici eventi bellici che stavano sconvolgendo l'Italia in quel periodo.

## Casting
In principio l'attore protagonista doveva essere Memo Benassi, il quale si ammalò e dovette essere sostituito con un altro attore, dal nome ignoto, il quale pochi giorni dopo la ripresa della lavorazione morì di paralisi. In seguito il ruolo di Andrea venne affidato a Emilio Baldanello, che ebbe anche lui una paralisi e venne ricoverato in ospedale.

## Distribuzione
Il film circolò brevemente nella primavera del 1945 nelle sole località centro-settentrionali facenti parte della Repubblica di Salò, poco prima della fine della guerra e della caduta del fascismo.
A oggi non risulta presente nei cataloghi dell'E.N.I.C. (l'ente pubblico che distribuì tutti i film prodotti durante la RSI) ed è dunque da considerarsi perduto.

## Accoglienza
Come quasi tutti i film prodotti durante il Cinevillaggio, anche L'angelo del miracolo passò completamente inosservato sia dal pubblico sia dalla critica.